# Chapelle Saint-Probace de Tourves
La chapelle Saint-Probace est une chapelle romane située à Tourves, dans le département du Var.

## Situation et accès
Situé au sud du village de Tourves, la chapelle Saint-Probace est établie au sommet de la colline de Candoux qui surplombe la vallée du Caramy et le pont romain de Tourves. L'accès se fait à pied, depuis un parking en bordure du Caramy.

## Historique
Une première chapelle fut construite, de style roman. Elle fut rebâtie en 1643, en même temps qu'un ermitage, aujourd'hui disparu. À proximité de l'édifice, des traces d'un oppidum celto-ligure sont encore visible.